# تی‌سی‌جی آنادلو
تی‌سی‌جی آنادلو (انگلیسی: TCG Anadolu) نخستین کشتی تهاجم آبی‌خاکی، ناو پهپادبر و هواپیمابر در نیروی دریایی ترکیه است. در واقع این کشتی در کلاس ناو هواپیمابر سبک جای می‌گیرد.
نام این کشتی از واژه آناتولی برگرفته شده که در زبان ترکی آنادُلو تلفظ می‌شود. کار ساخت آن در آوریل سال ۲۰۱۶ رسماً آغاز شد و در سال ۲۰۲۳ به آب انداخته شد. این کشتی به درخواست نیروهای مسلح ترکیه با نگاه به نیاز افزایش برد عملیاتی نیروهای پیاده ترکیه ساخته شد تا عملیات در فاصله‌های دور و پشتیبانی لجستیکی از نیروها در عملیات برون مرزی ممکن شود. این ناو قرار است توانایی پشتیبانی از پهپادها را نیز داشته باشد. هم‌اکنون آنادولو با میزبانی از بالگردها، به‌عنوان ناو سرفرماندهی نیروی دریایی ترکیه خدمت می‌کند. 